# کازویا کوننو
کازویا کوننو (ژاپنی: 紺野 和也؛ زادهٔ ۱۱ ژوئیهٔ ۱۹۹۷) یک بازیکن فوتبال اهل ژاپن است.
از باشگاه‌هایی که در آن بازی کرده‌است می‌توان به باشگاه فوتبال توکیو اشاره کرد.